# هنري ديولف سميث
هنري ديولف سميث (بالإنجليزية: Henry DeWolf Smyth)‏ هو دبلوماسي وفيزيائي وأستاذ جامعي أمريكي، ولد في 1 مايو 1898 في كلينتون في الولايات المتحدة، وتوفي في 11 سبتمبر 1986 في برينستون في الولايات المتحدة بسبب نوبة قلبية.